# Berakas A
Berakas ‚A‘ (malaiisch Mukim Berakas A) ist ein Mukim (Subdistrikt) des Daerah Brunei-Muara in Brunei. Als einer der nördlichsten Distrikte liegt er an der Küste des Südchinesischen Meeres.

## Geographie
Berakas A liegt an der Nordküste von Brunei und grenzt an die Mukim Mentiri, Berakas B (im Osten), Kianggeh (Süden), Gadong B (Südwesten) und Gadong A (Westen). Berakas A wird von einem Penghulu (Vorsteher) verwaltet; der Amtsinhaber ist Abdul Ahmad bin Husain. Die Einwohnerzahl beträgt 27.223 (Stand: Zensus 2016). 2011 hatte der Mukim eine Bevölkerung von 31.180 Einwohnern.
Auf dem Gebiet des Mukim liegt auch der Flughafen Brunei International und an der Ostgrenze das Berakas Forest Reserve (Hutan Simpan Berakas). Die Hauptverkehrsader ist der Muara-Tutong-Highway.
Namhafte Flüsse sind Sungai Sebunyak, Sungai Mangsalut und im Hinterland Sungai Tebabang.

## Verwaltungsgliederung
Berakas A wurde erst während der Regierungszeit von Sultan Hassanal Bolkiah als eigenständiger Mukim von Berakas B getrennt. Der Mukim wird in Kampung (Dörfer) unterteilt. Die folgende Liste enthält die Namen der Teilorte:
- Anggerek Desa
- Burong Pingai Berakas
- Jaya Bakti
- Jaya Setia
- Lambak 'A'
- Lambak 'B'
- Lambak Kiri
- Lambak Kiri Landless Indigenous Citizens' Housing Scheme
- Orang Kaya Besar Imas
- Pancha Delima
- Pengiran Siraja Muda Delima Satu
- Pulaie
- Serusop
- Terunjing